# Telmo Pires

Telmo Pires

Telmo Pires (* 3. Juni 1972 in Bragança) ist ein insbesondere dem Fado verbundener Sänger, der nach einer langen Lebensetappe in Berlin derzeit in Lissabon lebt.
In den 1970er Jahren zog seine Familie nach Deutschland. Telmo Pires wuchs zweisprachig im Ruhrgebiet auf, machte nach dem Abitur am Heinrich-Heine-Gymnasium in Bottrop eine Gesangs- und Schauspielausbildung und debütierte 1995 mit seinem ersten Solo-Abend.
Seine ersten Programme bestanden zum größten Teil aus deutschen und französischen Chansons. Mehr und mehr entdeckte er den Fado für sich, bis er 2004 mit Passos sein erstes Fado-Album vorstellte. Er verbindet seitdem Fado mit Elementen des Jazz und hat so seinen eigenen, unverwechselbaren Stil geprägt.
Durch die – für den Fado untypische – Instrumentierung und Aufbrechung von gängigen Klischees wird er zu den Erneuerern und Repräsentanten des zeitgenössischen, neuen Fado gezählt. Von der Presse als „Prototyp des modernen Europäers“, „Magier seines Genres“ und „modernes Gesicht des Fado“ bezeichnet, arbeitet Telmo Pires weiter an einer neuen Form des Fado, wobei der Inhalt und die Emotion weiterhin an erster Stelle stehen.
Im Sommer 2008 begann seine Zusammenarbeit mit der deutschen Jazz-Pianistin Maria Baptist. Aus dieser Begegnung entstand das Album Sinal, welches im April 2009 veröffentlicht wurde. Seitdem traten Pires und Maria Baptist als Fado-Jazz-Duo auf internationalen Konzertbühnen auf. Im Sommer 2009 kam es zu ersten Fernsehauftritten von Pires. Fado Promessa ist sein erstes in Portugal aufgenommenes Album, das ebenfalls dort veröffentlicht wurde.

## Diskografie
- 2001 canto (neueTöNe records)
- 2004 passos (Traumton Records Berlin/ Indigo)
- 2007 Samba do Cajú – Hörbuch in deutscher Sprache (Tropical Music)
- 2007 Dinner for four – Kurzfilm von Jutta von Stieglitz
- 2009 Sinal (Monopol Records/ Sony Music)
- 2012 Fado Promessa (Traumton Records Berlin)
- 2016 Ser Fado (Traumton Records Berlin)
- 2020 Através do Fado (Traumton Records Berlin)